# Hippasteria californica
Hippasteria californica är en sjöstjärneart som beskrevs av Fisher 1905. Hippasteria californica ingår i släktet Hippasteria och familjen ledsjöstjärnor. Inga underarter finns listade i Catalogue of Life.